# Revoluční buňky

Logo Revolučních buněk

Revoluční buňky (německy Revolutionäre Zellen, RZ) byla západoněmecká radikálně levicová městská partyzánská organizace působící od začátku 70. let do poloviny 90. let 20. století.
Revoluční buňky se zformovaly v r. 1973 po spojení většího počtu radikálních mládežnických autonomistických skupin, přičemž za hlavní zakladatele jsou považováni Wilfried Böse a Johannes Weinrich. Na rozdíl od Frakce Rudé armády (RAF) organizace fungovala jako síť nezávislých decentralizovaných buněk. Většina jejích členů byla normálně začleněná do společnosti a do teroristických aktivit se zapojovala tajně vedle práce anebo studia, proto jsou někdy označovaní i jako „sváteční teroristé“. Ideologie Revolučních buněk spočívala především v boji proti imperialismu, sionismu, rasismu a obnášela i silné antipatriarchální feministické prvky. RZ vydávaly pamflety, v kterých jejich členové publikovali rozsáhlou kritiku společenských problémů a vysvětlovali důvody své aktivity.
Členové RZ byli v spojení s mnohými zahraničními odbojovými skupinami a ve spolupráci s nimi se zúčastnili několika mezinárodních akcí. Např. v r. 1975 spolu se známým teroristou Carlosem a členy Lidové fronty pro osvobození Palestiny (LFOP) přepadli budovu OPECu a v červnu 1976 Wilfried Böse a Brigitte Kuhlmannsová se spolu s LFOP podíleli na únosu letu 139 do Entebbe, přičemž oba dva zahynuli. Poté někteří členové Revolučních buněk organizaci úplně opustili a přidali se k Carlosově teroristické skupině. RZ aktivně spolupracovaly i s RAF a jinými domácími skupinami.
Revoluční buňkám je připisováno 296 útoků, bombových, žhářských a jiných. RZ se povětšinou snažily, aby při jejích akcích nebyli žádní mrtví, avšak 11. května 1981 při pokusu o únos zabily ministra ekonomiky Heinze-Herberta Karryho. Poslední útoky Revolučních buněk se odehrály v r. 1993, avšak její feministická frakce nazývaná Červená Zora byla aktivní do r. 1995. Předpokládá se, že RZ měly okolo 50 členů, většina z nich nebyla dodnes zatčena ani odhalena.